# Universitet Juraj Dobrila i Pula
Universitet Juraj Dobrila i Pula (kroatisk: Sveučilište Jurja Dobrile u Puli, latin: Universitas studiorum Polensis Georgii Dobrila)  er Kroatiens universitet i Pula etableret i 2006.